# Heimyscus fumosus
Heimyscus fumosus es una especie de roedor de la familia Muridae. Es la única especie del género Heimyscus.

## Distribución geográfica
Se encuentra en Camerún, República Centroafricana, República del Congo, República Democrática del Congo, Guinea Ecuatorial y Gabón.

## Hábitat
Su hábitat natural son: las tierras bajas subtropicales o tropicales bosques húmedos y pantanos subtropicales o tropicales. 

## Estado de conservación
Se encuentra amenazada de extinción por la pérdida de su hábitat natural.